# Sex Up - Jungs haben's auch nicht leicht
Sex Up - Jungs haben's auch nicht leicht è un film televisivo del 2003 diretto da Florian Gärtner.

## Trama
Anton, Adam e Sven tre sono amici inseparabili sin dall'infanzia. Ora hanno 17 anni e un problema comune: sono tutti e tre vergini. 
Dopo una disastrosa serata in discoteca, i tre amici vanno a casa di Anton, i cui genitori sono appena tornato da una vacanza in Papua Nuova Guinea portando inconsapevolmente con loro i semi di una pianta misteriosa. Nel corso della notte dai semi si sviluppa rapidamente una grande pianta munita di una specie di pene al posto dello spadice dal quale fuoriesce un succo rosso se strofinato. Chiunque beva questo liquido dall'alto potere afrodisiaco si ritrova "in calore" e sente il bisogno di fare sesso.
I tre decidono quindi di realizzare con il succo delle pillole afrodisiache da somministrare di nascosto alle ragazze, le quali così vorrebbero fare l'amore con loro. Adam decide di sperimentare la cosa provandoci con Valerie, la ragazza che gli piace; Sven ci prova con Ines, la sua ragazza; mentre Anton decide di provandoci con la sua attraente insegnante di Matematica. A tutti e tre però le cose non vanno come vorrebbero: Adam va a sbattere contro un lampione prima di far assumere alla sua ragazza la sostanza afrodisiaca, Sven è costretto ad accompagnare la fidanzata a ginnastica e deve quindi far di tutto per non guardare le altre ragazze mentre Anton è costretto a resistere alle sue pulsioni visto che la sua insegnante è stata sostituita da una collega non proprio avvenente. Anton raggiunge poi Sven e i due spiano dalla finestra le ragazze nello spogliatoio ma ad un certo punto di due si guardano e provando attrazione a causa degli effetti dell'afrodisiaco iniziano a baciarsi.
Walter, buttafuori della discoteca Planet e autoproclamatosi il tipo più cool della città, insieme ad alcuni compagni di classe li vedono e riprendono la scena appendendo poi le foto nella bacheca della scuola. Anton si vergogna a tal punto dal rinchiudersi in bagno mentre la fidanzata di Sven, dopo aver visto le foto, tronca la relazione con il ragazzo.
Per cancellare questa vergogna Anton suggerisce agli amici di partecipare al concorso "I ragazzi più cool della città". Per raggiungere lo scopo i tre si mettono a studiare un numero di danza insieme al loro compagno di classe gay, Horst. Nel frattempo Anton si innamora di Ines mentre Sven finisce per diventare l'interesse amoroso di Horst.
Sven tenta però di riconquistare Ines, la quale venuta a conoscenza dell'esistenza della pianta "Sex Up" si reca a casa di Anton e la distrugge gettandola dalla finestra. I due hanno poi un rapporto sessuale. Al mattino Anton beve un succo di frutta ignorando che al suo interno Ines ha gettato tutte le pillole afrodisiache. Ben presto il ragazzo è vittima di una vistosa erezione che non riesce a farsi passare in nessun modo.
Quando Adam e Sven si recano a casa dell'amico vengono messi al corrente della distruzione della piante e della perdita delle pillole. I ragazzi frustrati, decidono quindi di non partecipare più al concorso. Sven rivela poi agli amici di essere gay ed è consolato da essi che gli assicurano che la loro amicizia durerà in eterno.
Dopo averne parlato a lungo i tre decidono di partecipare al concorso. Walter e i suoi amici cercano di sabotare la loro performance scatenando le ire di Valerie, che si è innamorata di Adam, la quale colpisce Walter mandandolo fuori combattimento.
Nel frattempo, grazie anche ad alcune pillole afrodisiache superstiti che finiscono per caso dentro i bicchieri dei clienti della discoteca, la performance dei tre ragazzi ottiene un successo clamoroso facendo loro vincere la competizione. Terminato lo spettacolo i tre ragazzi sono felici e soddisfatti di avere finalmente un rapporto solido: Anton si fidanza con Ines, Adam con Valerie e Sven con Horst.
La scena finale del film mostra la madre di Anton andare a gettare la spazzatura dentro un cassonetto all'interno del quale inizia a svilupparsi una pianta "Sex Up".

## Sequel
Nel 2005 il regista ha girato un sequel, anch'esso televisivo, del film intitolato Sex Up - Ich könnt' schon wieder.
Curiosamente nel sequel Joseph Bolz non torna ad interpretare il ruolo di Sven che è stato sostituito dal personaggio di Max, interpretato da Jonas Jägermeyr. Inoltre nel sequel solo Adam è ancora fidanzato con Valerie, mentre Anton è single e alla ricerca di una ragazza.